# Пекосинский, Францишек
Францишек Ксаверий Пекосинский (пол. Franciszek Ksawery Walerian Leonard Adolf  Piekosiński; 3 февраля 1844, Верцаны, ныне Ропчицко-Сендзишувский повят — 27 ноября 1906, Краков) — польский историк, геральдик и юрист, профессор Краковского университета.
Окончил гимназию в Тарнуве, затем факультет права Ягеллонского университета (1865), в 1871 г. там же защитил докторскую диссертацию. Работал в различных финансовых учреждениях Галиции. С 1870 г. состоял в исторической комиссии Краковского научного общества. С 1892 г. руководил Краковским государственным архивом.

## Теория
Пекосинский в своих трудах развивает старую, но модифицированную им теорию «наезда» (поморских племен) для выяснения генезиса польского государства; с нею связана и другая его теория — о «династическом» происхождении польской шляхты, основанная на замеченном им воспроизведении старых скандинавских рун в польских гербах и скандинавских выражений в так называемых «заволанях» (proclamа).

## Труды
- «O monecie i Stopie menniczej w Polsce XIV i XV wieku» (1878)
- «O powstaniu społ ecze ństwa polskiego w wiekach srednich i jego pierwotnym ustroju» (1881, в XVI т. «Rozpr. wydz. hist.-filoz. Akad. Um.», Краков),
- «Obrana hipotezy najazdu» (там же, 1882),
- «О dynastycznem szlachty polskiej pochodzeniu» (там же, 1880; новое издание, 1895)
- «Uwagi nad ustawodawstwem wiś lickopiotrkowskiem kró la Kazimierza Wielkiego» (там же, 1891 и отдельно)
- «Ludność wie ś niacza w Polsce w dobie pia stowskiej» (Краков, 1896).
- Rachunki dworu króla Władysława Jagiełły i królowej Jadwigi z lat 1388 do 1420 / Opr. F. Piekosiński. – Kraków, 1896.